# Mukuba (Kitwe)
Mukuba è un ward dello Zambia, parte della Provincia di Copperbelt e del Distretto di Kitwe.